# Joseph Apesteguy
Pour les articles homonymes, voir Apesteguy.
Bernard Joseph Apesteguy (Joseph Apeztegi),  surnommé Chiquito de Cambo,  né le 20 mai 1881 à Cambo-les-Bains (Pyrénées-Atlantiques) et mort le 27 décembre 1950 à Saint-Jean-de-Luz, est un joueur de pelote basque.
Joseph Apesteguy naît à Cambo-les-Bains d'un père facteur, Jean, et de Joséphine Irigoyen, ménagère, dans une famille de quatorze enfants. Dès l'âge de quatorze ans, il travaille pour un hôtel, attendant dans une voiture à cheval les clients à la gare de Cambo.
Véritable athlète (1,95 mètre pour 90 kilos), il allie souplesse, force et rapidité. Le fronton des Jeux olympiques de 1924 à Paris, quai du Point-du-Jour, portera son nom.

## Le joueur de pelote basque

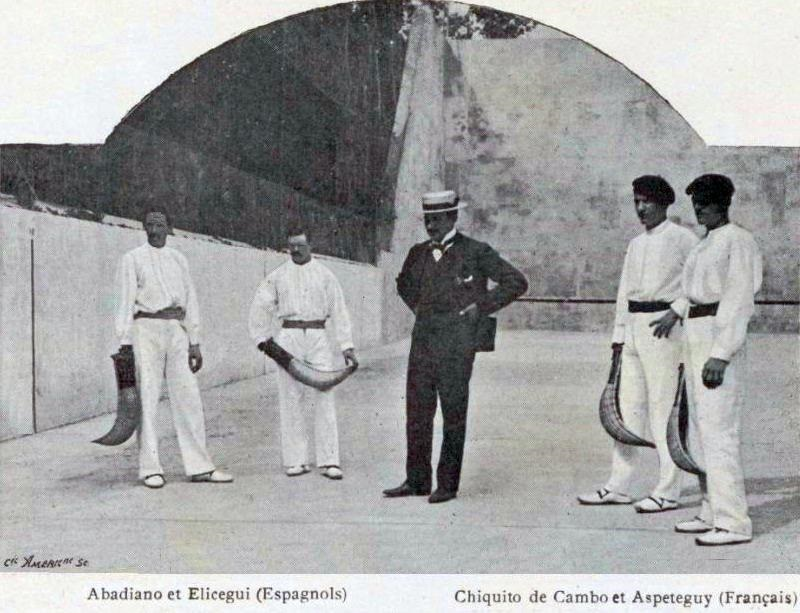
Chiquito et P.Aspeteguy aux JO de 1900 (à Neuilly/Seine).

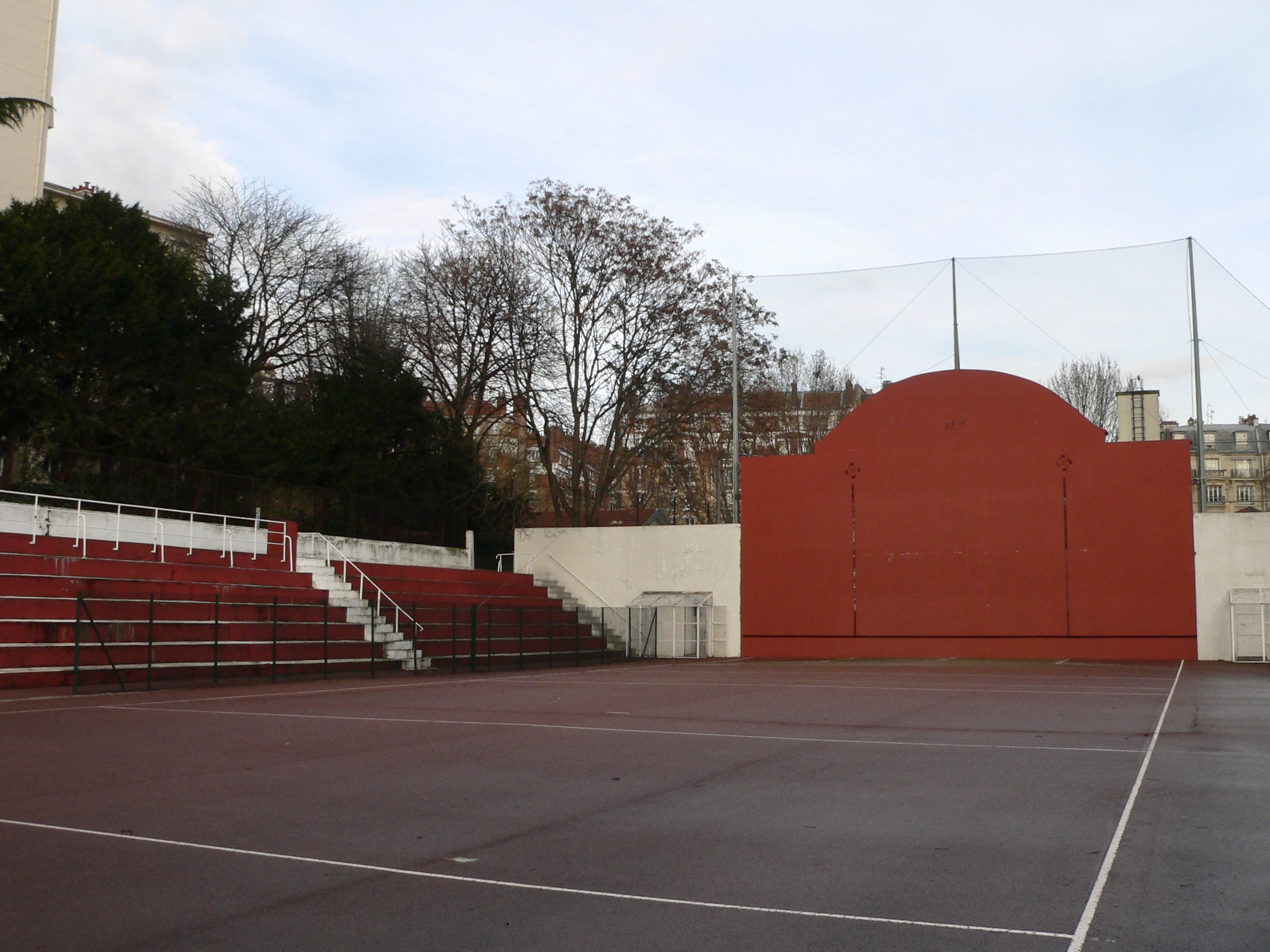
Stade Chiquito de Cambó à aujourd'hui.

Le futur Chiquito de Cambo commence la pelote basque par la spécialité à main nue. Il s’entraîne également avec un gant plat appelé bolea.
À dix-sept ans il défie le champion du monde en titre, un Bidartar du nom d'Arrué, dans une partie restée célèbre, durant laquelle le jeune homme domine et bat nettement son aîné (60 à 33). Son surnom date de cette période.
Par la suite, il se produit en Espagne et en Amérique du Sud et rencontre les célébrités de l'époque, telles qu'Édouard VII et Alphonse XIII.
Les 17 (devant un millier de personnes) et 21 juin 1900, il participe à Paris aux épreuves organisées par MM. Beguin et Petit sur un terrain privé de Neuilly-sur-Seine (de la Société du Jeu de Pelote), au 26 rue Borghèse, dans le cadre de l'exposition universelle de 1900 (et des jeux olympiques), comme professionnel avec son frère, Pierre Apesteguy. Ils terminent en tant qu'équipe de Cambo-les-Bains médaillés de bronze de l'épreuve (vainqueurs les espagnols madrilènes Alejandro Barrenechea (Ángel Barrenechea) et Juan Ituarte, déclarés par la même champions du monde professionnels pour 1900 (1er prix amateurs: Francisco Villota de Madrid et José de Amézola y Aspizúa de Bilbao)). 
Il est ensuite champion du monde avec son chistera sans discontinuer de 1900 à 1914 et de 1919 à 1923.
Le dimanche 8 novembre 1903, il joue pour la première fois sur le tout nouveau fronton Saint-James de Neuilly, inauguré 15 jours auparavant. On refuse du monde.
Durant la guerre 1914-18, il se fait remarquer comme lanceur de grenade dans les tranchées, où la légende veut qu'il utilise sa chistera pour les envoyer, rendant ainsi sa distance de lancer bien plus importante qu'à main nue. Mais selon l'article Chiquito de Cambo, grenadier de légende consultable dans le quotidien Sud Ouest du 11 novembre 2010 ceci est peu probable. Pendant le conflit il est blessé. Cité plusieurs fois à l'ordre de l'armée, il reçoit la croix de guerre avec étoile de bronze. En mars et avril 1919, il effectue plusieurs matches exhibition devant les troupes américaines cantonnées à Biarritz avant leur retour aux Etats-Unis impressionnant les spectateurs par sa puissance et sa dextérité.
En 1927, il conseille le cinéaste français Léonce Perret pour la préparation et le tournage d'une séquence de pelote basque figurant dans le film La Danseuse Orchidée (1928), tourné à Ascain (Pays basque).[réf. nécessaire] Lui-même apparaît d'ailleurs dans la séquence (producteur d'origine : Franco-Film, aujourd'hui Pathé-Gaumont-Archives).
Il joue à Biarritz, à Aguiléra, sa 2000e partie le 29 août 1939.
En 1946, au fronton de Paris, Chiquito de Cambo fit ses adieux en affrontant le jeune Urruty. Le reportage, tourné par Éclair-Journal, fut diffusé pour la première fois le 12 septembre 1946. Il est désormais visible chez Gaumont-Pathé-Archives.

## Galerie d'images

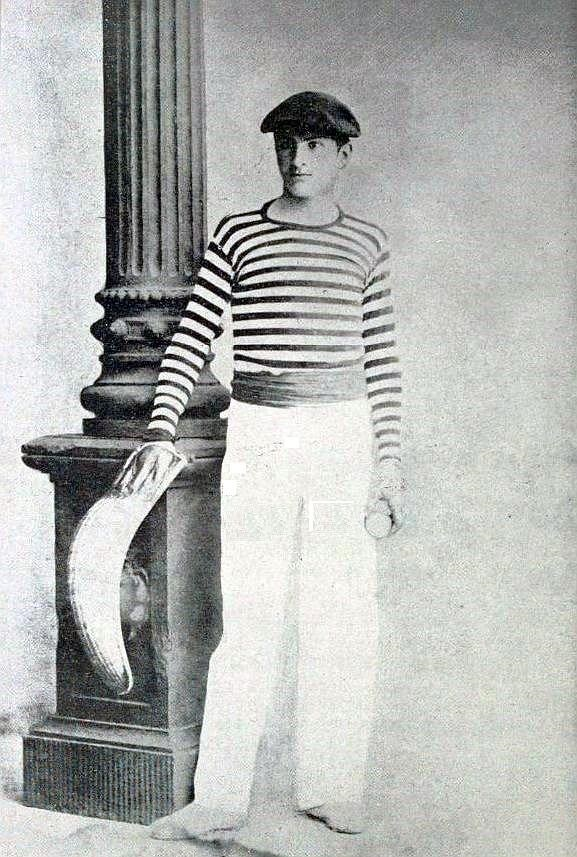
Chiquito de Cambo en 1899 à Buenos-Aires (18 ans ½).
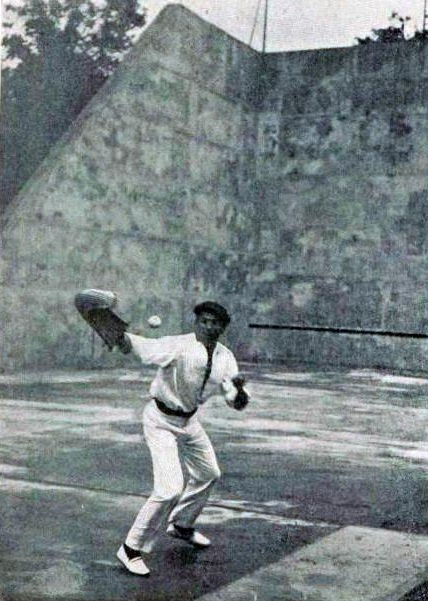
Chiquito de Cambó à Neuilly (JO 1900).
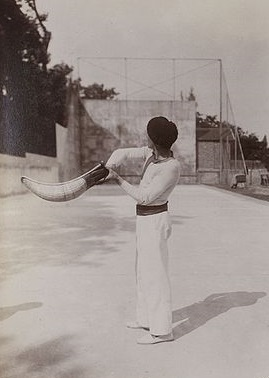
Chiquito de nouveau à Paris...
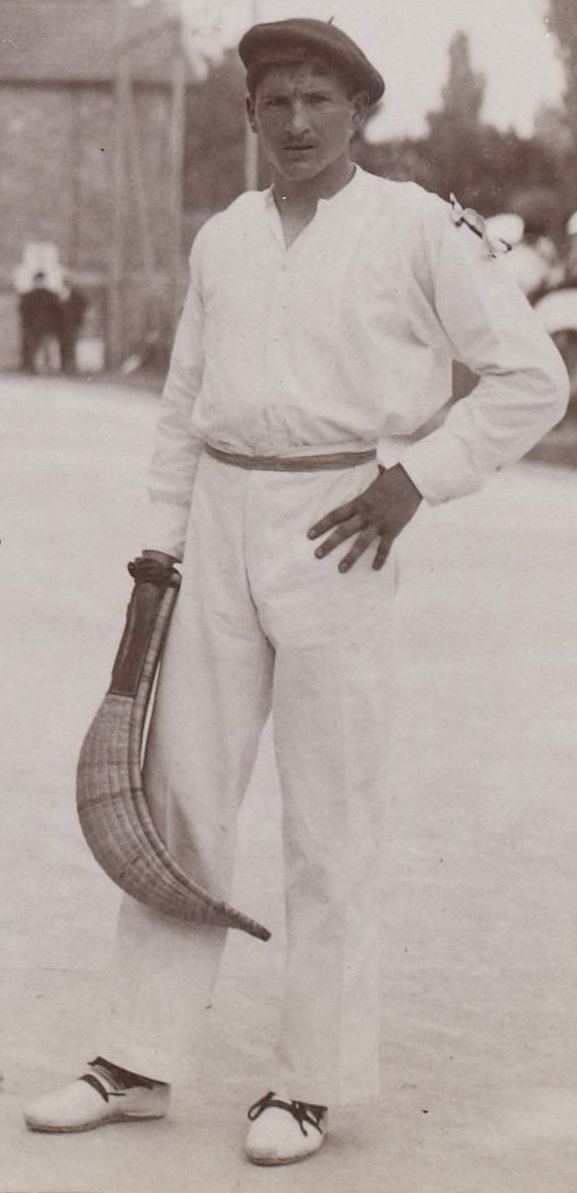
...le 7 juillet 1901.
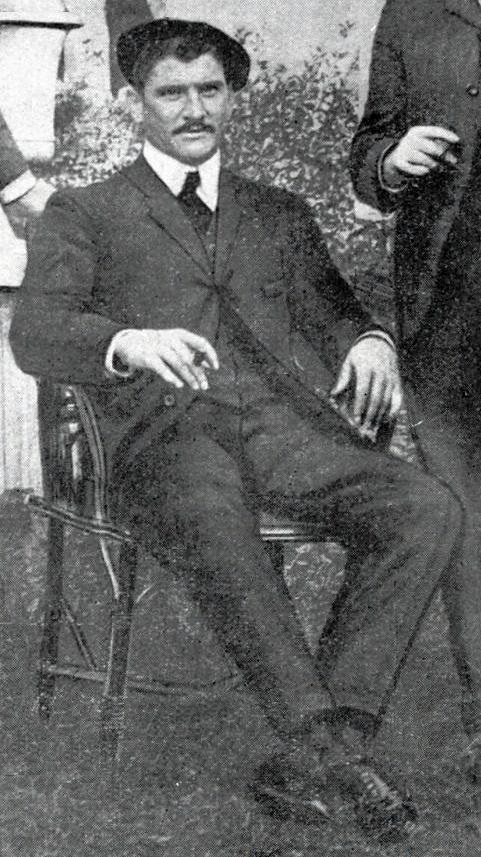
Chiquito en 1906.
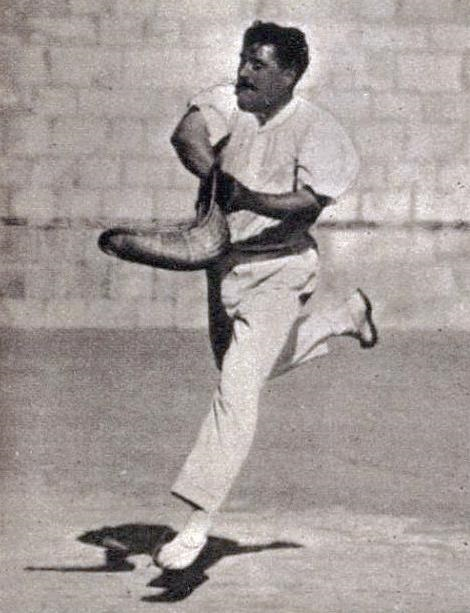
Chiquito en 1924.
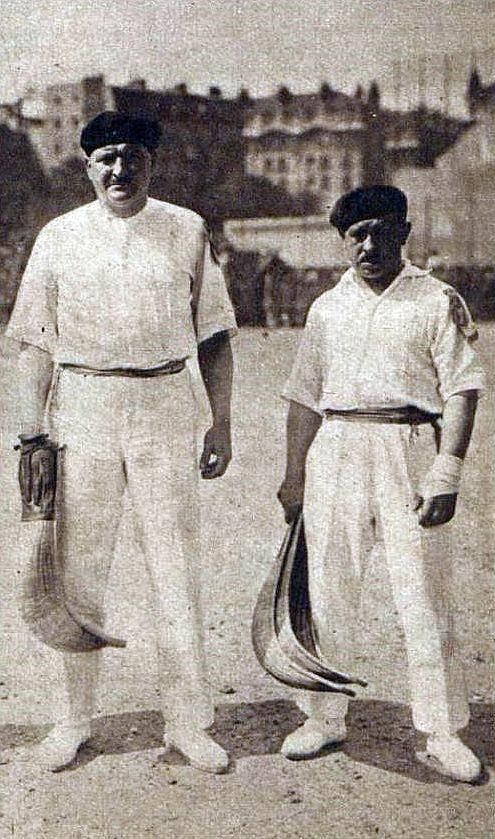
Chiquito de Cambo (G.) et Jean Sebedio (D.), en juin 1929.